# ハースト・キャッスル (コルベット)
ハースト・キャッスル（HMS Hurst Castle）は、イギリス海軍のコルベット。キャッスル級。イングランド南部のハースト城（en:Hurst_Castle）に因んで名付けられた。

## 艦歴
1943年2月2日発注。1943年8月6日起工。1944年2月23日進水。1944年6月9日竣工。
就役後、OS85/KMS59船団とSL167/MKS58船団を護衛。
1944年9月1日、アイルランド北西部のトーリー島沖でドイツ潜水艦「U482」の雷撃を受けた。「ハースト・キャッスル」は左舷に被雷し、6分後に沈没した。乗員は102名が救助されたが、17名が戦死した。
現在も「ハースト・キャッスル」の船体は水深85メートルに沈んでおり、2011年10月23日、初めて潜水によって到達された。